# 帕拉武尔
帕拉武尔（Paravur），是印度喀拉拉邦Ernakulam县的一个城镇。总人口30056（2001年）。

## 人口
该地2001年总人口30056人，其中男性14482人，女性15574人；0—6岁人口2937人，其中男1500人，女1437人；识字率84.49%，其中男性为85.51%，女性为83.55%。